# Subsaximicrobium wynnwilliamsii
Subsaximicrobium wynnwilliamsii là một loại vi khuẩn thuộc họ Subsaximicrobium.